# Микелорије (Верона)
Микелорије је насеље у Италији у округу Верона, региону Венето.
Према процени из 2011. у насељу је живело 555 становника. Насеље се налази на надморској висини од 21 м.